# 藍頰槳鰭麗魚
藍頰槳鰭麗魚，為輻鰭魚綱鱸形目隆頭魚亞目慈鯛科的其中一種，分布於非洲馬拉威湖Likoma島流域，體長可達11.2公分，棲息在岩石底質水域，雄魚會築巢，具有領域性，雌魚成小群活動，以浮游生物為食，生活習性不明。